# Žirafík smaragdový
Žirafík smaragdový (Ampulex compressa), lidově nazývaný smaragdová vosa či švábí vosa, je druh hmyzu z řádu blanokřídlí a čeledi žirafíkovití (Ampulicidae). Žije v tropických lesích Jižní Asie, Afriky a na ostrovech v Pacifiku. Má zelenomodrou kovově lesklou barvu, stehenní část zadního a prostředního páru nohou je červená. Samice dosahuje délky asi 22 mm, samec je o něco menší a postrádá žihadlo. Je to specializovaný druh parazita, jehož kořistí jsou švábi.

## Způsob života
Smaragdová vosa se vyznačuje zvláštním způsobem péče o potomstvo. Dospělý jedinec se sice živí převážně sladkou mízou a nektarem, ale pro své larvy připravuje potravu v podobě živého švába. Když samice narazí na švába (nejlépe druhy Periplaneta americana, Periplaneta australasiae a Nauphoeta rhombifolia), tak mu prvním bodnutím žihadla dočasně ochromí pohyblivost předních nohou a pak druhým bodnutím vstříkne jed do nervového centra. Pohybový aparát švába se sice zakrátko vzpamatuje, ale to už je jeho chování ovlivněno směsí chemických látek. Šváb krátce po druhém žihadle začne provádět rozsáhlou očistu svého těla a pak vyčkává. Vosa se mezitím drží poblíž, následně ukousne švábovi část tykadla, pravděpodobně proto, aby ochutnáním krvomízy zjistila, zda vstříkla do hostitele přiměřené množství jedu. Poté oběť, která je podstatně větší než ona, chytne za tykadlo a odvede do připraveného zemního hnízda. Šváb se vůbec nebrání, neboť jed mu zásadním způsobem utlumí pud sebezáchovy a dovolí mu hýbat se jen pod kontrolou. Vosa v hnízdě na švába (na stehno nohy druhého páru končetin) naklade vajíčko a pak zvenku zatarasí vchod, kvůli ochraně před jinými predátory a parazity. Larva se vylíhne po 3 dnech a následných asi 4–5 dní se živí tím, že saje švábovu hemolymfu. Oběť sice žije, ale nejeví absolutně snahu utéct či se parazita zbavit. Poté se larva prokouše dovnitř švába, kde dalších zhruba 8 dní požírá vnitřní orgány oběti. Dává pozor, aby dýchací a nervové centrum poškodila co nejpozději, a tím udržela kořist naživu nejdelší možnou dobu. Nakonec se v již mrtvém švábovi zakuklí a po několika dnech se vylíhne dospělá vosa. Celý proces od nakladení vajíčka až po vylíhnutí dospělé vosy trvá přibližně měsíc. Larva má v zásobě ještě jednu pozoruhodnou schopnost, jež z její oběti dělá bezpečný pokrm. Ve střevech švábů se nachází bakterie Serratia marcescens, která může zničit larví buňky a následně ji usmrtit. Larva vosy si však vyvinula zvláštní protilátky na bázi antibiotik, které vypouští z úst. Ty švába sterilizují a činí z něj bezpečnou potravu.
Dospělí jedinci žijí několik měsíců a páří se pouze jedinkrát a to po dobu asi 1 minuty. Každá samice je následně schopná naklást několik desítek vajíček. Na velké jedince švábů klade oplodněná vajíčka, z nichž se líhnou budoucí samičky, na menší jedince neoplodněná, z kterých budou samci.

## Chov v zoo
V Česku chová žirafíka smaragdového Zoologická zahrada Olomouc.